# Denturologie
Ne doit pas être confondu avec Prothésiste dentaire.
La denturologie est une profession traitant des prothèses dentaires amovibles. C'est un des termes utilisés pour décrire les actes qui sont faits, pour décrire le remplacement des dents, partiellement ou entièrement absentes, par des structures amovibles appelées prothèses dentaires.

## Au Québec
Au Québec, la denturologie est la discipline pratiquée par les denturologistes sous la Loi sur la denturologie. L'ensemble des personnes habilitées à exercer la denturologie au Québec constitue un ordre professionnel désigné sous le nom d’« Ordre des denturologistes du Québec ». Il est important de noter que le denturologiste n'est pas considéré comme un professionnel de la santé (contrairement au dentiste). Il ne peut effectuer des actes qui modifieraient les dents ou les structures de support, le tout étant souvent nécessaire pour la confection d'une prothèse dentaire adéquate.
Les denturologistes appareillent les personnes présentant une édentation partielle ou complète à l’aide de prothèses amovibles. Leurs champs d’intervention leur permettent également de travailler en interdisciplinarité et d’œuvrer dans le domaine de l’implantologie. Ainsi, sous la direction d’un dentiste, les denturologistes peuvent concevoir et fabriquer des prothèses destinées à s'attacher aux implants dentaires.

## En France
En France, la denturologie n’est toujours pas reconnue par le ministère de la Santé. Dans un courrier adressé à l’Ordre national des chirurgiens-dentistes rendu publique le 2 septembre 2024, l’institution ministérielle confirme sa pratique comme relevant de l'exercice illégal de la profession de chirurgien-dentiste.